# Réseau sans fil impérial

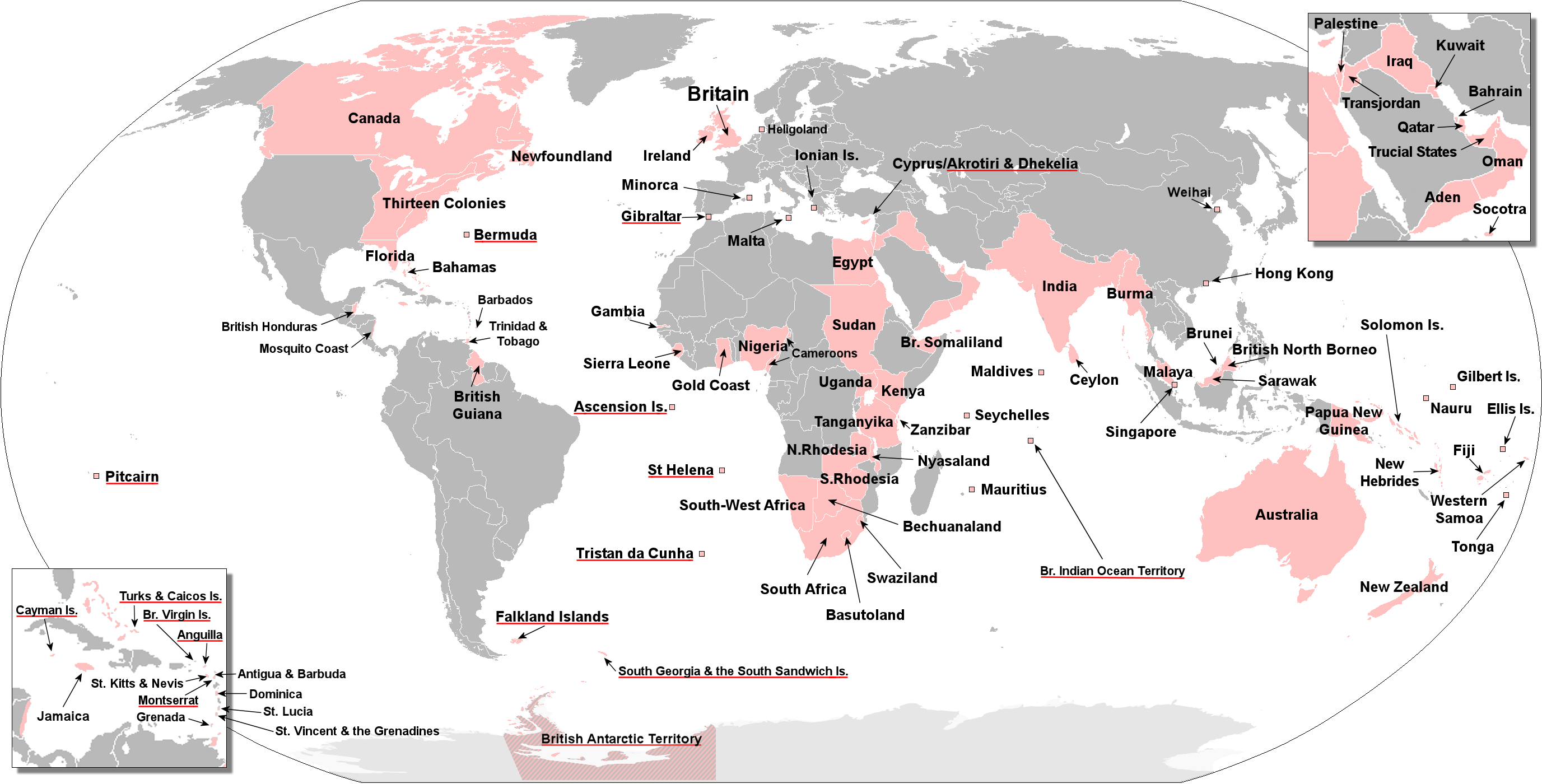
Les régions du monde qui faisaient autrefois partie de l'Empire britannique. Les territoires britannique d'outre-mer actuels sont soulignés en rouge.

Le réseau sans fil impérial (en anglais : Imperial Wireless Chain) était une liaison stratégique, internationale, de télécommunications sans fil, créée pour relier les pays de l'Empire britannique. Bien que l'idée ait été conçue avant la Première Guerre mondiale, le Royaume-Uni fut la dernière des grandes puissances mondiales à mettre en œuvre un système opérationnel Le premier maillon de la chaîne, entre Leafield dans l’Oxfordshire et Le Caire, en Égypte, fut établi le 24 avril 1922 et le dernier lien entre l'Australie et le Canada, le 16 juin 1928.

## Programme initial

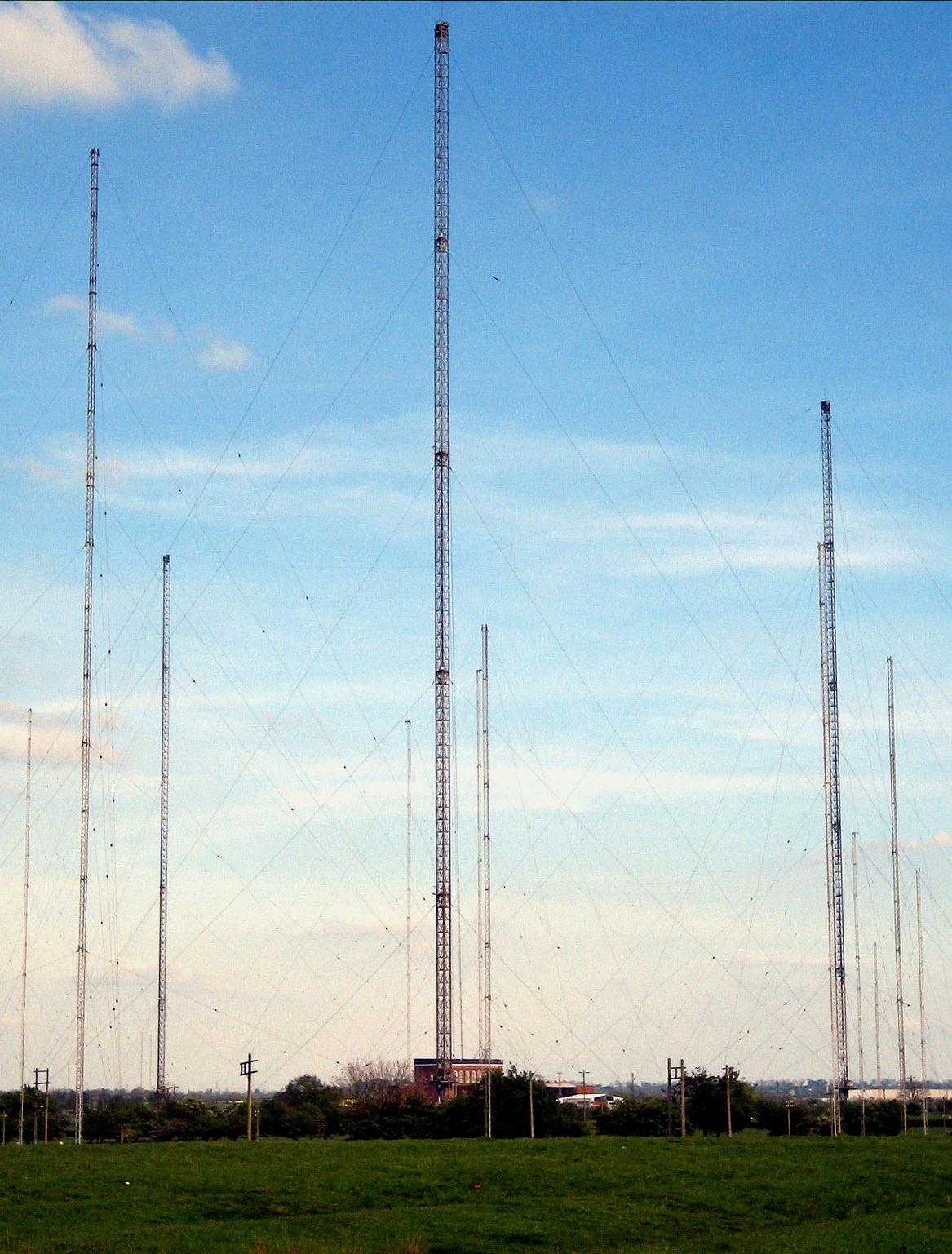
Mats de transmission à grandes longueurs d’onde de la station de Hillmorton à Rugby (vue alternative)

En 1910, le Bureau des Colonies reçut une proposition formelle de la société Marconi, pour construire une série de stations de télégraphie sans fil pour relier l'Empire britannique dans un délai de trois ans. Bien que n'ayant pas été acceptée, la proposition de Marconi suscita un sérieux intérêt pour le concept.
Le Parlement exclut la création d'un monopole privé pour fournir ce service et conclut qu'aucun département du gouvernement n'était en mesure de le faire, et le Trésor était très réticent à financer la création d'un nouveau département. Il fut décidé que la passation d’une commande pour la construction à une « entreprise commerciale et spécialisée serait l’option privilégiée et un contrat fut signé avec la société de télégraphie sans fil Marconi en mars 1912. Le gouvernement se trouva alors confronté à de graves critiques et nomma une commission d'enquête parlementaire pour examiner le sujet. Après avoir entendu les dépositions de l'Amirauté, du Bureau de la Guerre, du Bureau de l'Inde et des représentants d'Afrique du Sud, la commission conclut à l'unanimité qu'un « réseau de stations sans fil impériales » devrait être établi d'urgence Un comité d'experts indiqua également que Marconi était la seule entreprise dotée d'une technologie qui avait prouvé son fonctionnement fiable sur les distances requises (plus de 3 200 km) « si une installation rapide et une communication immédiate et digne de confiance [était] souhaitées »..
Après de nouvelles négociations menées sous la pression du Trésor, un contrat modifié fut ratifié par le Parlement le 8 août 1913, avec 221 députés votant en sa faveur et 140 contre Le déroulement de ces événements fut quelque peu perturbé par l’irruption du scandale Marconi, il fut allégué que des membres haut placés du Parti libéral avaient utilisé leurs connaissances des négociations pour se livrer à des délits d'initiés dans des transactions d’actions de Marconi. Le déclenchement de la Première Guerre mondiale entraîna de plus grandes conséquences, ce qui entraîna la suspension du contrat par le gouvernement. Pendant ce temps, l'Allemagne, en revanche, construisait avec succès son propre réseau sans fil avant la guerre, pour un coût équivalent à deux millions de livres sterling, et put l'utiliser à son avantage pendant le conflit.

## Après la Première Guerre mondiale
Avec la fin de la guerre et les Dominions qui continuaient d'exercer une pression sur le gouvernement pour fournir un « réseau sans fil impérial » la Chambre des communes convint en 1919 de consacrer 170 000 livres à la construction des deux premières stations de radio du réseau, dans l’Oxfordshire (à Leafield) et en Égypte (au Caire), achevées au début de 1920, bien que la liaison ait été ouverte le 24 avril 1922, deux mois après que le Royaume-Uni ait accordé l’indépendance à l'Égypte.
La décision du Parlement fut prise peu de temps après une action en justice engagée par Marconi en juin 1919, demandant des dommages intérêts de 7 182 000 livres sterling au gouvernement britannique pour violation du contrat de juillet 1912 et, dans par lequel, le tribunal lui accorda 590 000 livres sterling Le gouvernement ordonna également la création du « Comité impérial de télégraphie sans fil » présidé par Sir Henry Norman (le Comité Norman), qui remit un rapport en 1920. Le rapport Norman recommandait que les émetteurs aient une portée de 3200 kilomètres, ce qui nécessitait des stations relais et, que la Grande-Bretagne devrait être connectée au Canada, à l’Australie, à l’Afrique du Sud, à l’Égypte, à l’Inde, à l’Afrique de l'Est, à Singapour et à Hong Kong. Cependant, le rapport ne fut pas suivi. Alors que les politiciens britanniques procrastinaient, Marconi construisait des stations pour d'autres nations, reliant l'Amérique du Nord et à l'Amérique du Sud, ainsi que la Chine et le Japon, en 1922. En janvier 1922, les chambres de commerce britanniques ajoutèrent leur voix aux demandes d'action, en adoptant une résolution demandant instamment au gouvernement de résoudre urgemment la question, tout comme d'autres organisations telles que l'Empire Press Union, qui prétendait que l'Empire souffrait de « perte incalculable » du fait de son absence.
Sous cette pression, après l'élection générale de 1922, le gouvernement conservateur commanda au Comité impérial de la télégraphie sans fil (Empire Wireless Committee), présidé par Sir Robert Donald, « d'examiner et de conseiller la politique à adopter pour le service impérial de télégraphie sans fil afin de protéger et de faciliter l'intérêt public ». Son rapport fut présenté au ministre des Postes et Télécommunications le 23 février 1924. Les recommandations du comité étaient semblables à celles du Comité Norman, que toutes les stations situés en Grande-Bretagne communiquant avec l'Empire devraient être entre les mains de l'Etat, qu’elles devraient être exploités par la Poste, et que huit stations de grande puissance à grandes longueurs d’onde devraient être mises en place, ainsi que des lignes terrestres,. Le coût du programme fut estimé à 500 000 £. À l'époque, le comité ignorait les expériences faite en 1923 par Marconi dans les transmissions radio à ondes courtes, qui offraient une alternative beaucoup moins coûteuse, bien que non validé commercialement, aux réseaux de transmission de grande puissance à grande longueur d’onde.
À la suite du rapport Donald et des discussions avec les Dominions, il fut décidé que la station de grande puissance de Rugby (annoncée le 13 juillet 1922 par le gouvernement précédent) serait achevée car elle utilisait une technologie éprouvée ; en plus un certain nombre de « stations à faisceau » à ondes courtes seraient construites (appelées ainsi car une antenne directionnelle concentrait la transmission radio dans un faisceau directionnel étroit). Les stations à faisceau communiqueraient avec les Dominions qui avaient choisi la nouvelle technologie à ondes courtes. Le Parlement approuva finalement un accord entre la Poste et Marconi pour construire des stations à faisceau pour communiquer avec le Canada, l'Afrique du Sud, l'Inde et l'Australie, le 1er août 1924.

## Impact commercial
À partir du moment où la Poste commença à exploiter les services du « Post Office Beam », jusqu'au 31 mars 1929, elle avait obtenu des recettes brutes de 813 100 £ pour un coût de 538 850 livres sterling, ce qui laissait un excédent net de 274 250 £.
Même avant que le dernier lien ne devienne opérationnel entre l'Australie et le Canada, il était évident que le succès commercial du réseau sans fil menaçait la viabilité des sociétés de télécommunication par câble. Une « Conférence impériale du câble et de la télégraphie sans fil» fut donc organisée à Londres en janvier 1928, avec des délégués de Grande-Bretagne, des Dominions autonomes, d'Inde, des Colonies et des Protectorats de la Couronne, pour « examiner la situation découlant de la concurrence des services sans fil avec les services du câble dans les différentes parties de l'empire, d’établir un rapport et de faire des recommandations en vue d'une politique commune adoptée par les différents gouvernements concernés » Il conclut que les câblodistributeurs ne serait pas en mesure d’être concurrentiel sur un marché non régulé, mais que les liaisons par câbles restaient cruciales d’un point de vue commercial et stratégique. Il fut donc recommandé que les intérêts du câbles et de la télégraphie sans fil de Eastern Telegraph Company, Eastern Extension, Australasia and China Telegraph Company, Western Telegraph Company et Marconi's Wireless Telegraph Company soient fusionnés pour former une seule organisation détenant une position monopolistique. La société fusionnée, surveillée par un Comité consultatif impérial, achèterait les câbles qui appartenaient au gouvernement dans le Pacifique, les Antilles et l'Atlantique, et recevrait également un bail sur les stations à faisceau pendant une période de 25 ans, contre un loyer de 250 000 £ par an,.
Les recommandations de la Conférence furent incorporées dans la loi sur le télégraphe impérial de 1929, ce qui entraîna la création de deux nouvelles entreprises le 8 avril 1929; une société d'exploitation l’Imperial and International Communications, appartenant à une société holding nommée Cable & Wireless Limited. En 1934, l’Imperial and International Communications fut renommée Cable & Wireless Limited, et la Cable and Wireless Limited renommé Cable and Wireless (Holding) Limited. Depuis le début d'avril 1928, les services des stations à faisceau étaient exploités par la Poste en tant qu'agent pour l’Imperial and International Communications Limited.

## Transferts de propriété
Les années 1930 virent l'arrivée de la Grande Dépression, ainsi que la concurrence de l'International Telephone and Telegraph Corporation et de la poste aérienne devenue abordable. En raison de ces facteurs, Cable and Wireless ne put jamais gagner les revenus prévus, ce qui entraîna de faibles dividendes et une incapacité à réduire les tarifs facturés aux clients autant que prévu. Pour atténuer la pression financière, le gouvernement britannique décida finalement de transférer les stations à faisceau à Cable and Wireless, en échange de 2 600 000 des 30 000 000 d'actions de la société, en vertu des dispositions de la loi sur le télégraphe impérial de 1938,. La propriété des stations à faisceau fut modifiée en 1947, lorsque le gouvernement travailliste nationalisa le câble et la télégraphie sans fil, intégrant ses actifs au Royaume-Uni avec ceux de la Poste. À ce stade, cependant, trois des stations originelles avaient été fermées, après que le service eut été centralisé pendant la période 1939-1940 à Dorchester et à Somerton. La station de radio à ondes longues de Rugby continua à rester la propriété de la Poste pendant ce temps.

## Stations de télégraphie sans fil

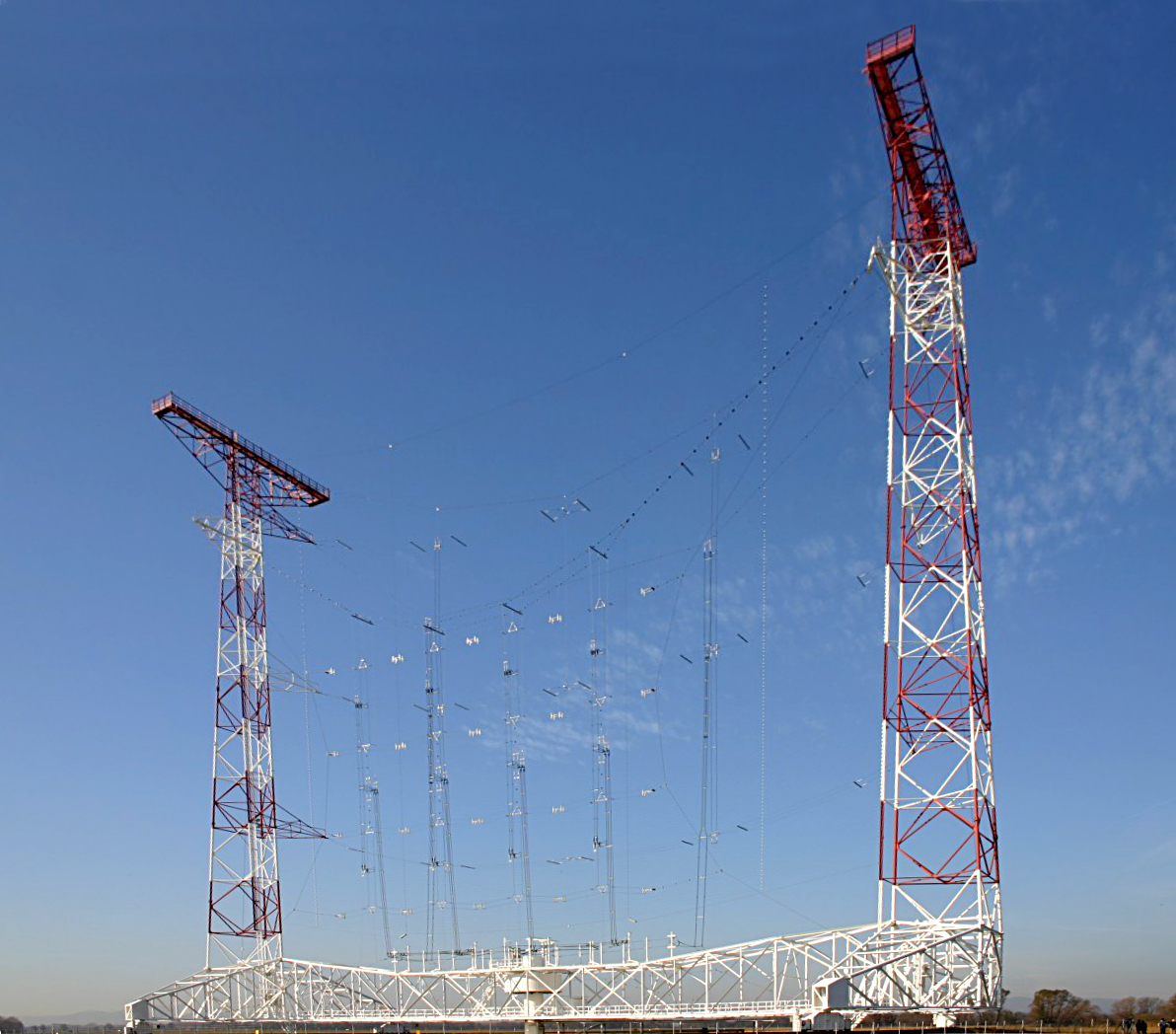
Une plus petite et plus récente « antenne à rideaux » à ondes courtes (sans connexion avec le réseau sans fil impérial) illustre le principe

Les « stations à faisceau » à ondes courtes du réseau sans fil impérial fonctionnaient par paires ; l'une assurant la transmission et l’autre la réception. Les paires de stations étaient situées à (avec les émetteurs en premiers) :
- Tetney et Winthorpe (avec Ballan et Rockbank en Australie, et avec Khadki et Daund en Inde)
- Ongar et Brentwood
- Dorchester et Somerton
- Bodmin et Bridgwater, ce dernier actuellement dans le hameau de Huntworth qui est plus proche de North Petherton (avec Drummondville et Yamachiche au Canada[27] et avec Kliphevel (maintenant Klipheuwel) et Milnerton en Afrique du Sud)[28],

A Bodmin et Bridgwater, chaque antenne s'étendait sur près de 800 m de long et comprenait une rangée de cinq mâts en treillis de 84 m de haut, érigés en ligne à des intervalles de 200 m et à angle droit de la station de réception des messages émis depuis l'étranger. Ceux-ci étaient surmontés par un bras horizontal mesurant 3,0 m de haut et large de 27 m, auquel les fils verticaux de l'antenne étaient accrochés, formant une « antenne à rideaux » À Tetney, l'antenne pour l'Inde était semblable à celle de Bodmin et Bridgwater, tandis que l'antenne australienne était soutenue par trois mâts de 84 m..
Les composants électroniques du système avaient été construits à l'usine de télégraphie sans fil Marconi de New Street à Chelmsford.
Devizes était le siège d’une station réceptrice jusqu'au déclenchement de la Première Guerre mondiale.